# Баймирзинський сільський округ (Бухар-Жирауський район)
Баймирзи́нський сільський округ (каз. Баймырза ауылдық округі, рос. Баймырзинский сельский округ) — адміністративна одиниця у складі Бухар-Жирауського району Карагандинської області Казахстану. Адміністративний центр — село Баймирза.
Населення — 1975 осіб (2021; 2212 у 2009, 2250 у 1999, 2834 у 1989).
Станом на 1989 рік існувала Покорненська сільська рада (села Астаховка, Покорне, селище Астаховка) ліквідованого Тельманського району.

## Склад
До складу округу входять такі населені пункти:
| Населений пункт             | Населення, осіб (1989) | Населення, осіб (1999) | Населення, осіб (2009) | Населення, осіб (2021) |
| --------------------------- | ---------------------- | ---------------------- | ---------------------- | ---------------------- |
| Астаховка, село             | 314                    | 314                    | 296                    | 165                    |
| Астаховка, станційне селище | 119                    | -                      | -                      | -                      |
| Баймирза, село              | 2401                   | 1936                   | 1916                   | 1810                   |